# Tavinho Fialho
Tavinho Fialho, nome artístico de Otávio Coelho Fialho (Rio de Janeiro, 2 de dezembro de 1960 — Unaí, 22 de agosto de 1993), foi um baixista e compositor brasileiro.

## Carreira
Tocou com Arrigo Barnabé e a banda Sabor de Veneno entre 1979 e 1981, participando da gravação do disco Clara Crocodilo entre julho e setembro de 1980 e de todos os shows até a dissolução da banda, em 1981.
Participou da principal formação da banda "A outra banda da Terra", que acompanhava Caetano Veloso, e gravou com ele, entre outras, a música "Podres Poderes".
Fez parte da banda de apoio da Legião Urbana na turnê do disco V (1991), e participou do álbum ao vivo Música p/ Acampamentos (1992).
Tavinho também tocou no álbum Senhas (1992) de Adriana Calcanhotto, e no álbum homônino de Zélia Duncan, lançado em 1994.
Também foi baixista da cantora Cássia Eller.

## Vida pessoal
Tavinho era amigo da cantora Cássia Eller e baixista de sua banda. Juntos compuseram a canção "Eles" do segundo álbum de Cássia, O Marginal (1992). Os dois nunca assumiram publicamente nenhum tipo de relação enquanto Tavinho estava vivo, mas juntos tiveram um filho, Francisco Ribeiro Eller, apelidado de Chicão, nascido em 28 de agosto de 1993. Em entrevista a revista Marie Claire em outubro de 2001, Cássia disse que se apaixonou por Tavinho. O relacionamento dos dois e a gravidez de Cássia são detalhados no documentário Cássia Eller de 2014. Tavinho era casado e a gravidez não foi planejada, mas desde o princípio Cássia despreocupou-o das responsabilidades.
Tavinho faleceu precocemente em um acidente de carro, uma semana antes do nascimento do filho, que foi criado por Cássia e pela companheira dela, Maria Eugênia Vieira Martins. Assim como os pais, Francisco também é músico e adotou o nome artístico Chico Chico.
A canção "Love In The Afternoon" do álbum O Descobrimento do Brasil do Legião Urbana foi feita em homenagem a ele. O álbum também foi dedicado a Tavinho.

## Discografia
| Ano  | Álbum                                | Artista                                  | Notas                                                                 |
| ---- | ------------------------------------ | ---------------------------------------- | --------------------------------------------------------------------- |
| 1980 | Clara Crocodilo                      | Arrigo Barnabé e a Banda Sabor de Veneno‎ | baixo, backing vocals                                                 |
| 1983 | A Gota Suspensa                      | A Gota Suspensa                          | baixo                                                                 |
| 1983 | Essa tal de Gang 90 & As Absurdettes | Gang 90 e as Absurdettes                 | baixo                                                                 |
| 1984 | Velô                                 | Caetano Veloso                           | baixo                                                                 |
| 1987 | Leo Gandelman                        | Léo Gandelman                            | baixo na faixa "Gente da Rua"                                         |
| 1987 | Caetano                              | Caetano Veloso                           | baixo                                                                 |
| 1989 | Estrangeiro                          | Caetano Veloso                           | baixo nas faixas "Rai das Cores" e "Meia-Lua Inteira"                 |
| 1990 | Karai-Eté                            | Duo Fênix                                | baixo na faixa "Raoni"                                                |
| 1991 | Circuladô                            | Caetano Veloso                           | baixo nas faixas "Circuladô de Fulô", "Boas Vindas" e "O Cu do Mundo" |
| 1992 | Música p/ Acampamentos               | Legião Urbana                            | baixo                                                                 |
| 1992 | O Marginal                           | Cássia Eller                             | baixo; compositor na faixa "Eles"                                     |
| 1992 | Senhas                               | Adriana Calcanhotto                      | baixo na faixa "Água Perrier"                                         |
| 1994 | Zélia Duncan                         | Zélia Duncan                             | baixo na faixa "Nos Lençóis Desse Reggae"                             |
| 1996 | Renascendo                           | Helio Matheus                            | baixo                                                                 |
| 2003 | Presente                             | Renato Russo                             | baixo na faixa "A Carta"                                              |